# Bounty (souostroví)
Bounty (anglicky Bounty Islands) je souostroví v jihozápadní části Tichého oceánu tvořené skupinou 13 žulových ostrovů. Patří Novému Zélandu, leží 650 km jihovýchodně od novozélandského Jižního ostrova mezi 47°44′35″ a 47°46′10″ j. š., a 179°01′ a 179°04′20″ v. d a mají celkovou rozlohu 135 ha. Ostrovy nejsou obydlené. Na protilehlé části zeměkoule leží Bouillé-Ménard ve Francii (Pays-de-la-Loire).

## Ostrovy
Celý řetěz ostrovů má na délku jen 5 km a vytváří tři skupiny, zdaleka největší je Main Group na severozápadě, další skupinou je Centre Group a East Group. Nejvyšší bod dosahuje 73 metrů nad mořem na Funnel Island.
- Main Group (47°45′ j. š., 179°2′ v. d.):
  - Depot Island (největší ve skupině) pojmenován po záchranném skladu (castaway depot) na ostrově.
  - Lion Island
  - Penguin Island
  - Proclamation Island
  - Ranfurly Island
  - Ruatara Island
  - Spider Island
  - Tunnel Island
- Centre Group (47°45′45″ j. š., 179°2′40″ v. d.):
  - Castle Island
  - Funnel Island (hlavní ostrov skupiny)
  - Prion Island
- East Group (47°46′ j. š., 179°4′ v. d.):
  - Molly Cap (hlavní ostrov skupiny)
  - North Rock

## Ochrana přírody
Ostrovy jsou zapsány na Seznam světového dědictví UNESCO spolu s dalšími subantarktickými ostrovy Nového Zélandu.

## Flora a fauna
I přes nehostinnou povahu ostrovů je toto souostroví domovem četných druhů vzácných živočichů a rostlin. Za zmínku stojí hlavně početné kolonie tučňáků chocholatých a albatrosů snarských. K ostrovům je endemický kormorán bountský. K dalším hnízdícím druhů patří racek jižní, rybák jižní a buřňák hrubozobý. Pláže ostrovů poskytují příhodný habitat pro lachtany Forsterovy, jejichž zdejší populace se odhaduje na 20 000.

## Historie
Byly objeveny kapitánem Williamem Blighem v roce 1788 a pojmenovány po jeho lodi jen několik měsíců před vypuknutím vzpoury. V 19. století byly ostrovy oblíbeným lovištěm lovců tuleňů.